# Fabiana Comin
Fabiana Comin (Fonte, 21 marzo 1970) è un'allenatrice di calcio ed ex calciatrice italiana di ruolo portiere.
Ha fatto parte della rosa della nazionale italiana che ha partecipato al campionato mondiale nel 1999 e al campionato europeo nel 2001, vestendo la maglia azzurra della nazionale in 13 incontri.

## Carriera
Prima del ritiro giocò nel ruolo di portiere numerose stagioni in Serie A.
Fu campione d'Italia con il Foroni Verona e il Bardolino Verona, e vice di Giorgia Brenzan nella nazionale italiana.

## Statistiche

### Cronologia presenze e reti in nazionale
| Cronologia completa delle presenze e delle reti in nazionale ― Italia | Cronologia completa delle presenze e delle reti in nazionale ― Italia | Cronologia completa delle presenze e delle reti in nazionale ― Italia | Cronologia completa delle presenze e delle reti in nazionale ― Italia | Cronologia completa delle presenze e delle reti in nazionale ― Italia | Cronologia completa delle presenze e delle reti in nazionale ― Italia | Cronologia completa delle presenze e delle reti in nazionale ― Italia | Cronologia completa delle presenze e delle reti in nazionale ― Italia |
| Data                                                                  | Città                                                                 | In casa                                                               | Risultato                                                             | Ospiti                                                                | Competizione                                                          | Reti                                                                  | Note                                                                  |
| --------------------------------------------------------------------- | --------------------------------------------------------------------- | --------------------------------------------------------------------- | --------------------------------------------------------------------- | --------------------------------------------------------------------- | --------------------------------------------------------------------- | --------------------------------------------------------------------- | --------------------------------------------------------------------- |
| 21-4-1998                                                             | West Bromwich                                                         | Inghilterra                                                           | 1 – 2                                                                 | Italia                                                                | Amichevole                                                            | -                                                                     | 46’                                                                   |
| 14-10-2000                                                            | Roma                                                                  | Italia                                                                | 3 – 1                                                                 | Francia                                                               | Amichevole                                                            | -                                                                     | 46’                                                                   |
| 17-1-2001                                                             | Vibo Valentia                                                         | Italia                                                                | 3 – 0                                                                 | Scozia                                                                | Amichevole                                                            | -                                                                     | 46’                                                                   |
| 17-6-2001                                                             | Tavarone                                                              | Italia                                                                | 2 – 0                                                                 | Finlandia                                                             | Amichevole                                                            | -                                                                     | 75’                                                                   |
| 13-2-2002                                                             | Ostia                                                                 | Italia                                                                | 2 – 0                                                                 | Paesi Bassi                                                           | Amichevole                                                            | -                                                                     | 46’                                                                   |
| 13-6-2002                                                             | Požarevac                                                             | Jugoslavia                                                            | 0 – 6                                                                 | Italia                                                                | Amichevole                                                            | -                                                                     |                                                                       |
| 2-10-2002                                                             | Cary                                                                  | Russia                                                                | 2 – 1                                                                 | Italia                                                                | Coppa USA                                                             | -2                                                                    |                                                                       |
| 6-10-2002                                                             | Cary                                                                  | Stati Uniti                                                           | 4 – 0                                                                 | Italia                                                                | Coppa USA                                                             | -4                                                                    | 83’                                                                   |
| 13-11-2002                                                            | Lovanio                                                               | Belgio                                                                | 1 – 5                                                                 | Italia                                                                | Amichevole                                                            | -1                                                                    | 46’                                                                   |
| 22-1-2003                                                             | Roma                                                                  | Italia                                                                | 4 – 1                                                                 | Scozia                                                                | Amichevole                                                            | -1                                                                    | 77’                                                                   |
| 25-2-2003                                                             | Viareggio                                                             | Italia                                                                | 1 – 0                                                                 | Inghilterra                                                           | Amichevole                                                            | -                                                                     | 46’                                                                   |
| 16-4-2003                                                             | Hoofddorp                                                             | Paesi Bassi                                                           | 0 – 5                                                                 | Italia                                                                | Amichevole                                                            | -                                                                     | 46’                                                                   |
| 9-9-2003                                                              | Livingston                                                            | Scozia                                                                | 0 – 4                                                                 | Italia                                                                | Amichevole                                                            | -                                                                     | 46’                                                                   |
| Totale                                                                |                                                                       | Presenze                                                              | 13                                                                    |                                                                       | Reti                                                                  | -8                                                                    |                                                                       |

## Palmarès

### Giocatrice
- Campionato italiano: 3

Foroni Verona: 2002-2003, 2003-2004
Bardolino: 2004-2005
- Coppa Italia: 1

Bardolino Verona: 2005-2006
- Supercoppa italiana: 3

Bardolino: 2001
Foroni Verona: 2002, 2003